# Sentier du patrimoine de Ping Shan

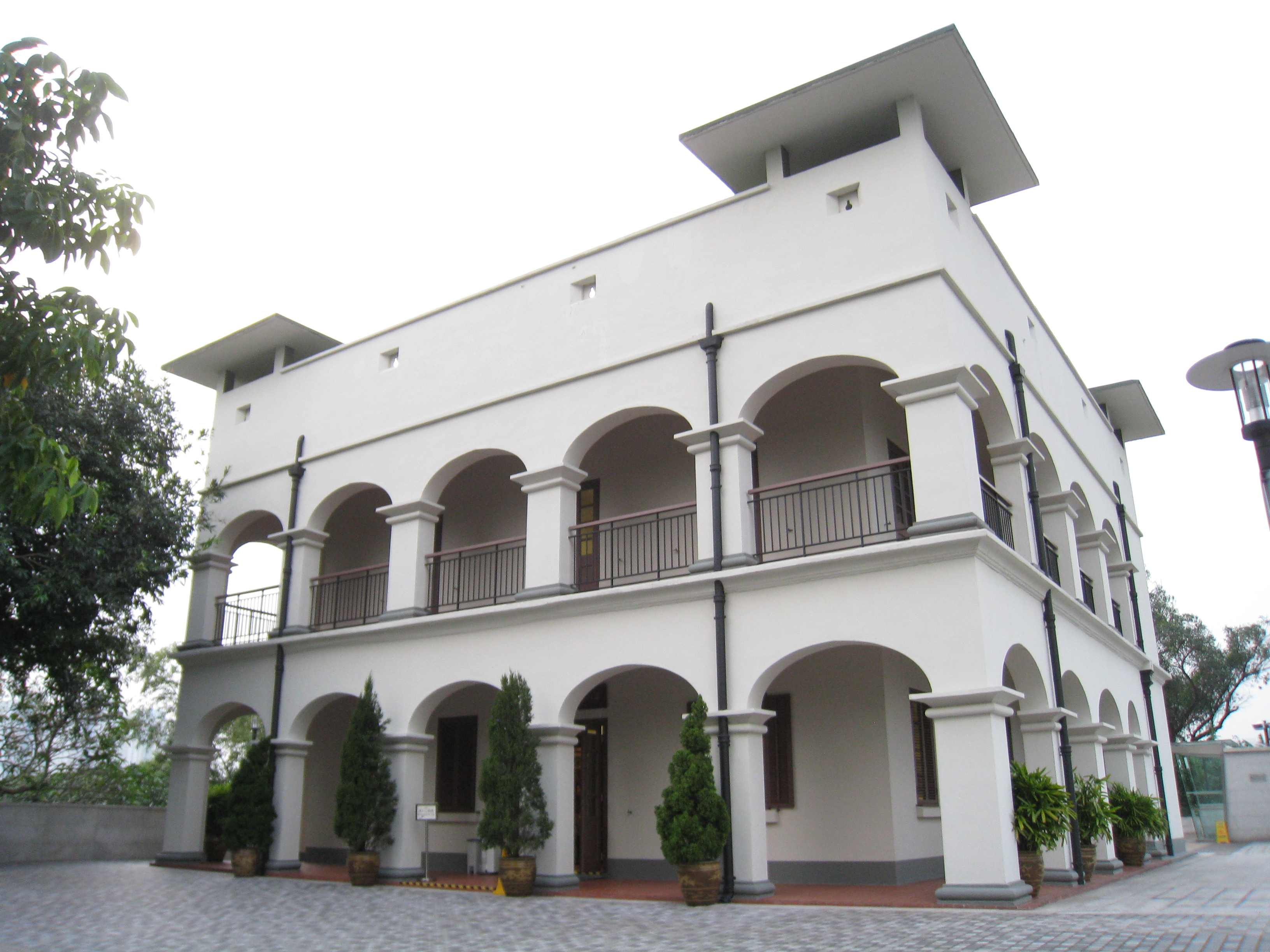
1. La galerie du clan Tang de Ping Shan et le centre des visiteurs.

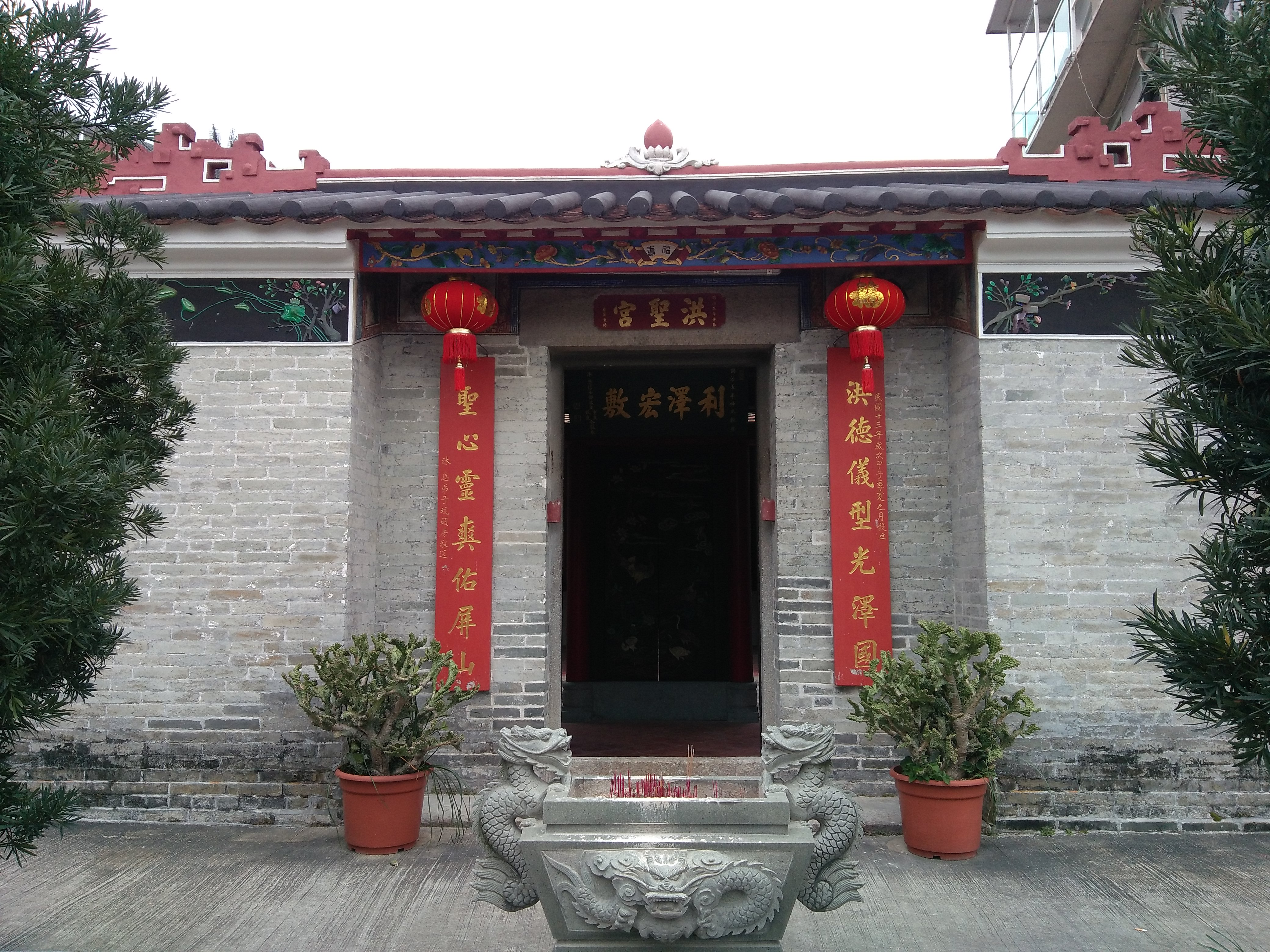
2. Le temple de Hung Shing.

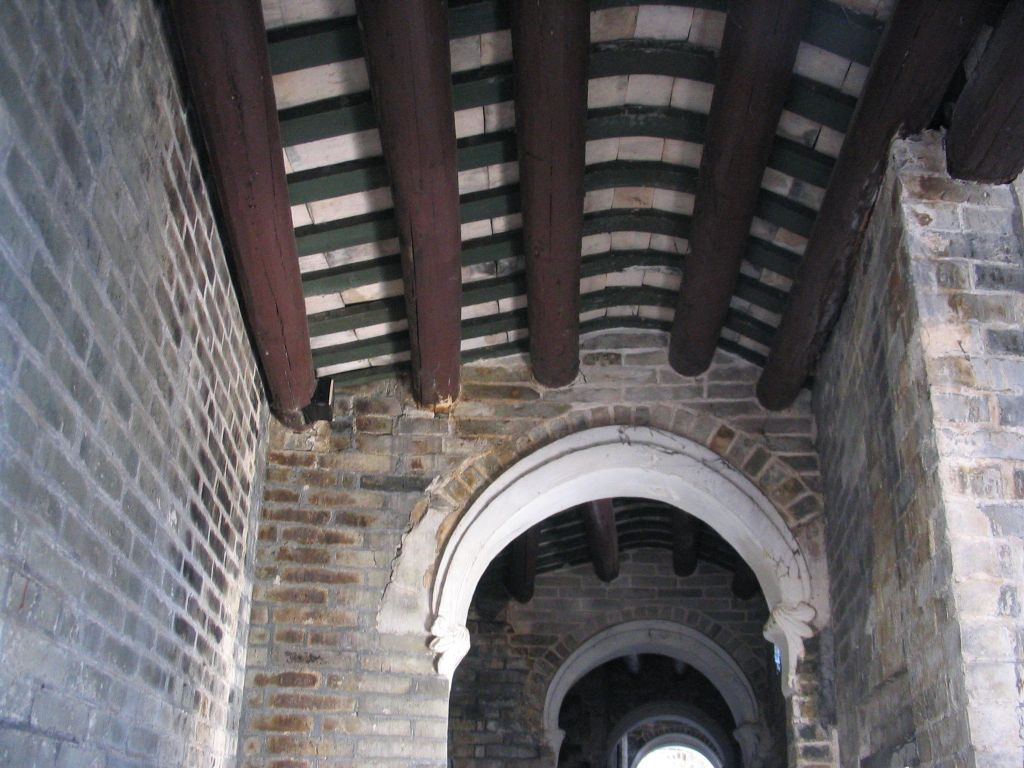
4. La salle d'étude de Kun Ting.

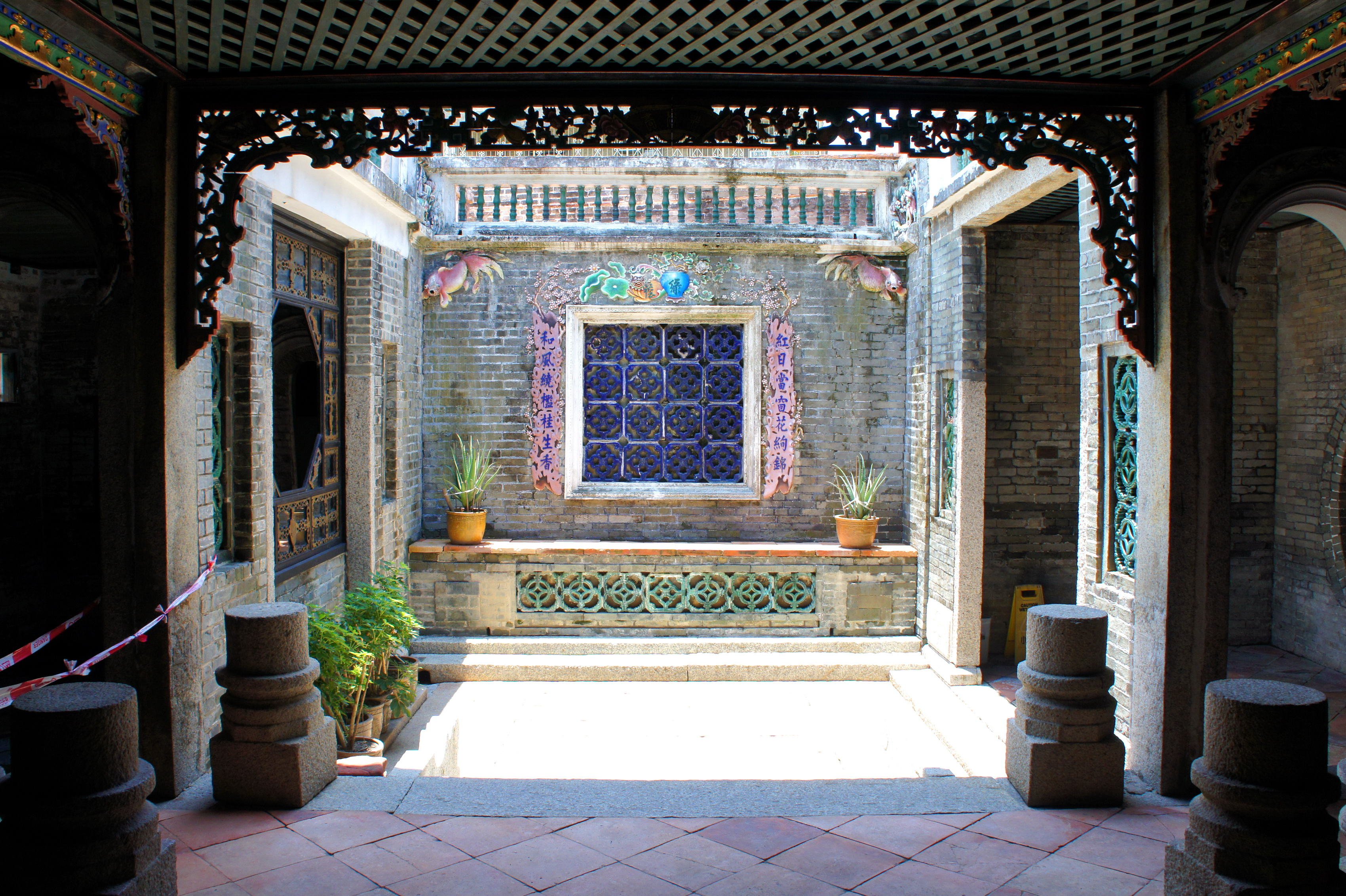
5. Ching Shu Hin

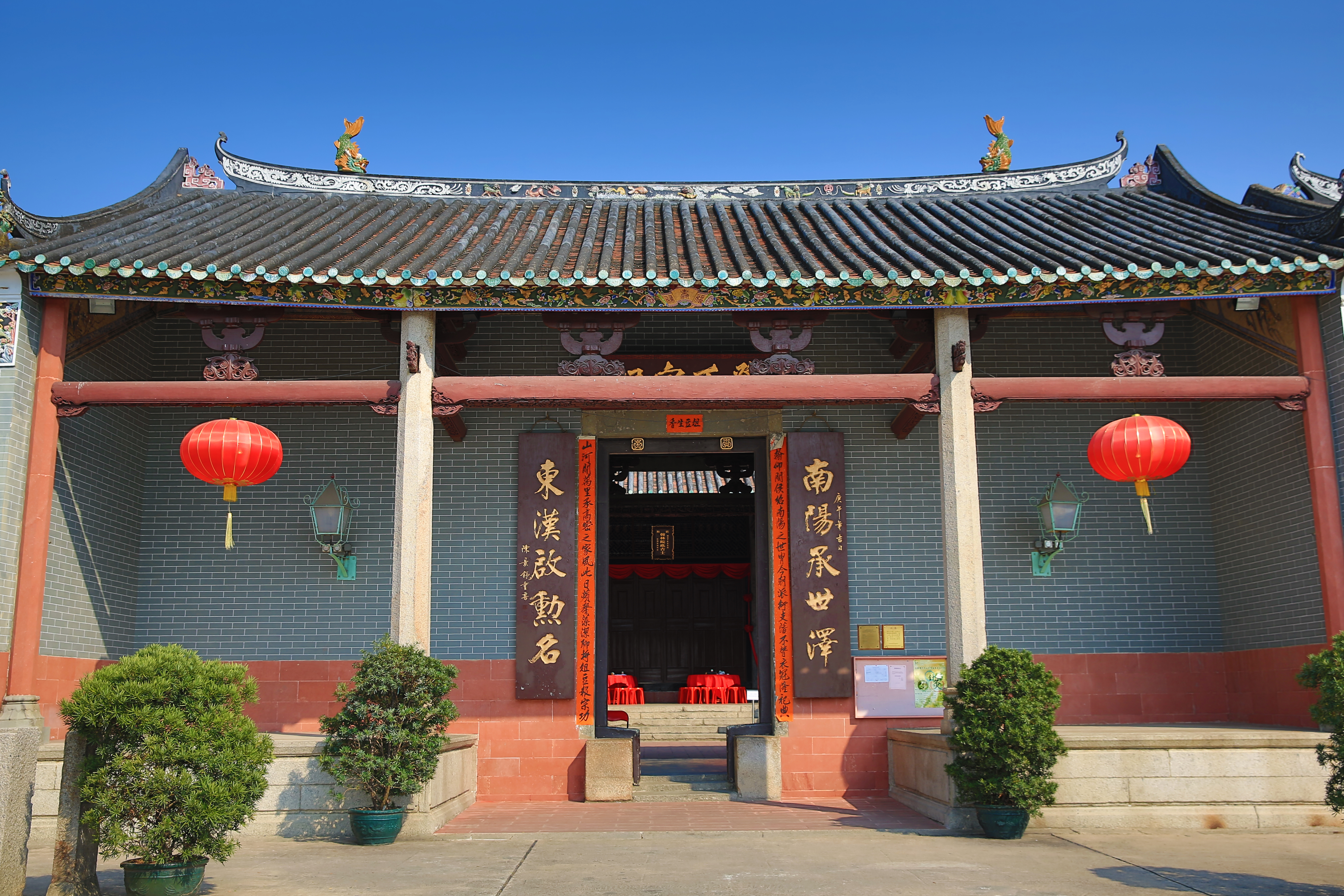
6. La salle des ancêtres des Tang.

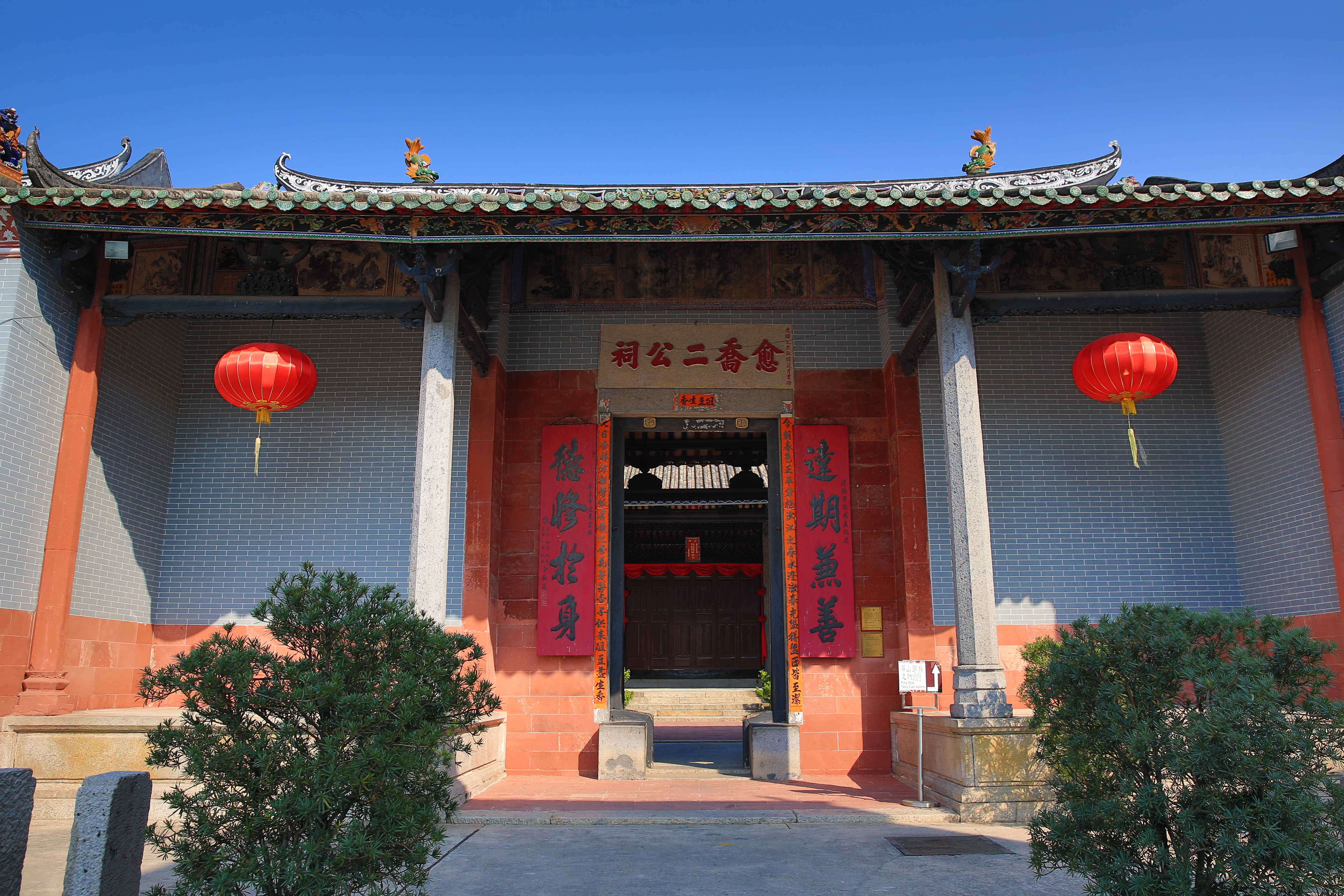
7. La salle des ancêtres de Yu Kiu.

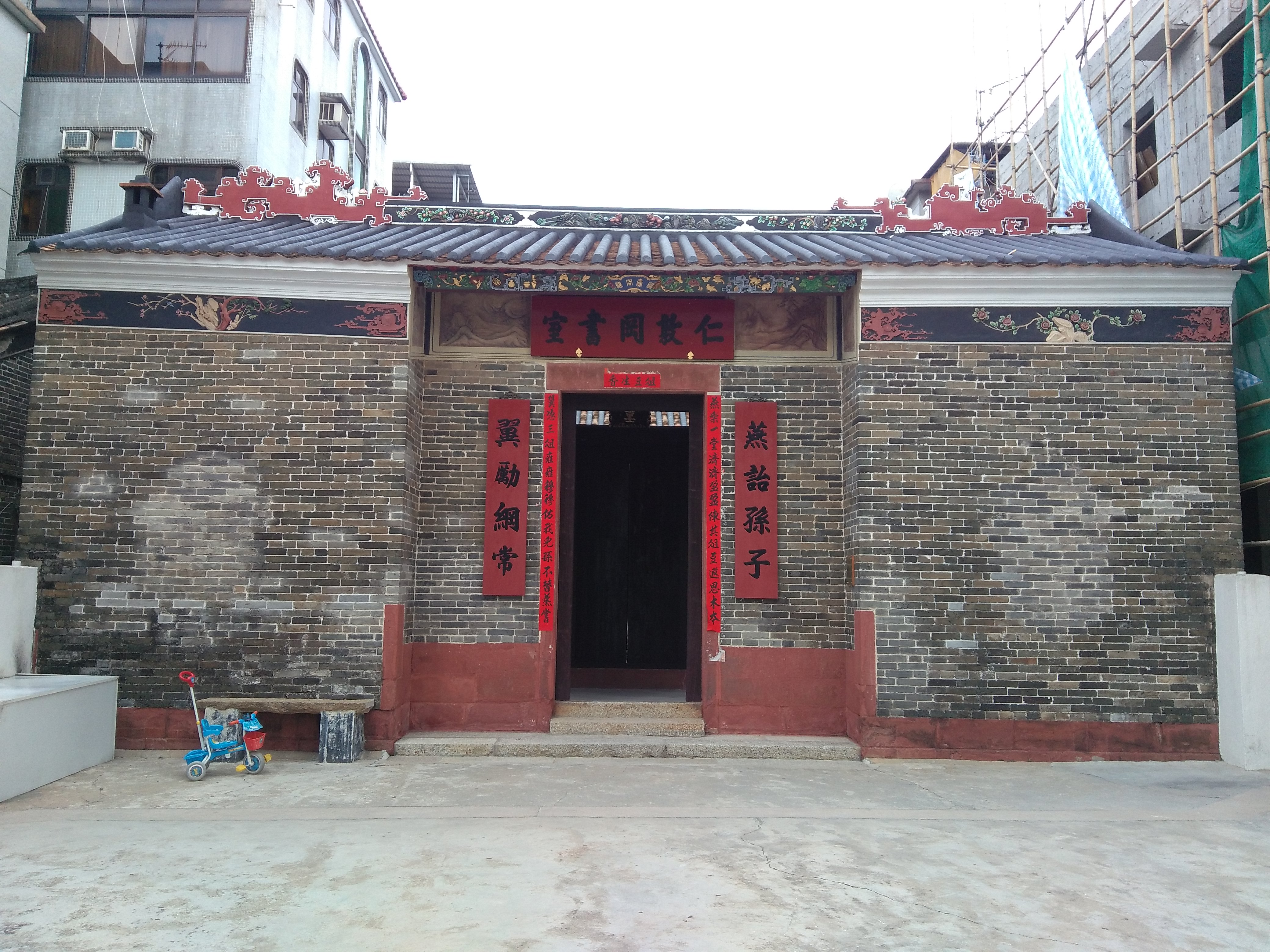
8. La salle d'étude de Yan Tun Kong.

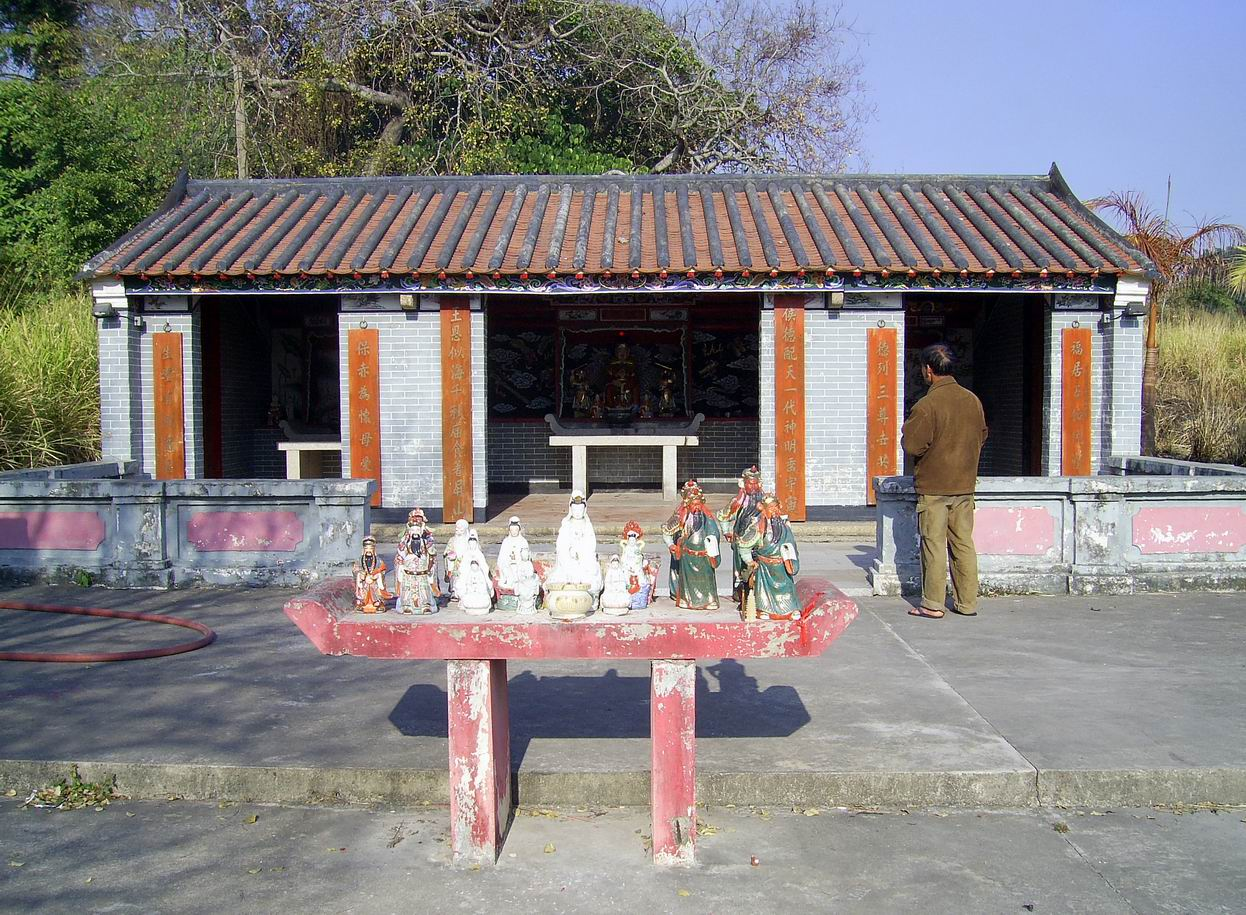
9. Le temple de Yeung Hau.

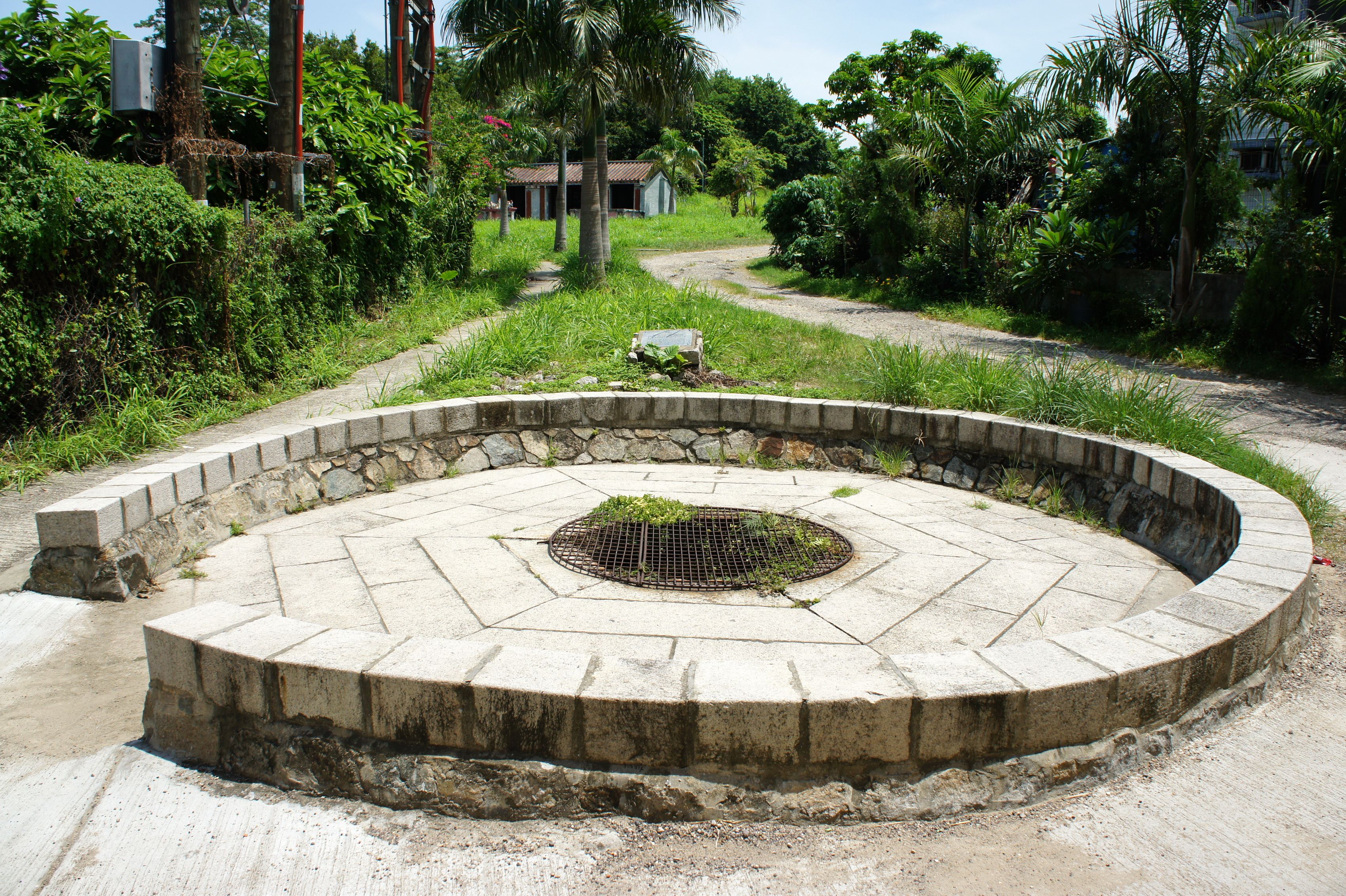
10. Le vieux puits.

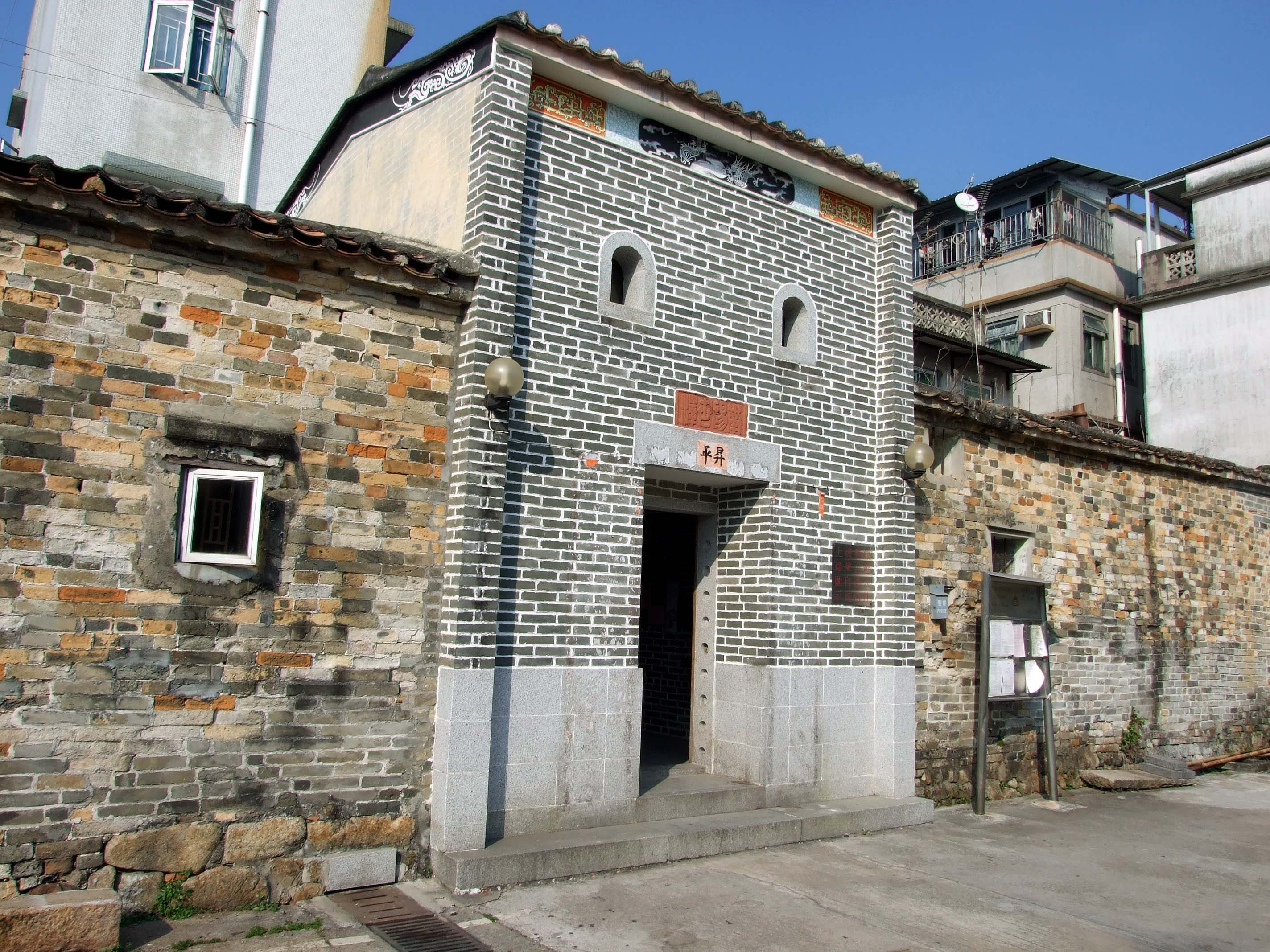
11. Sheung Cheung Wai.

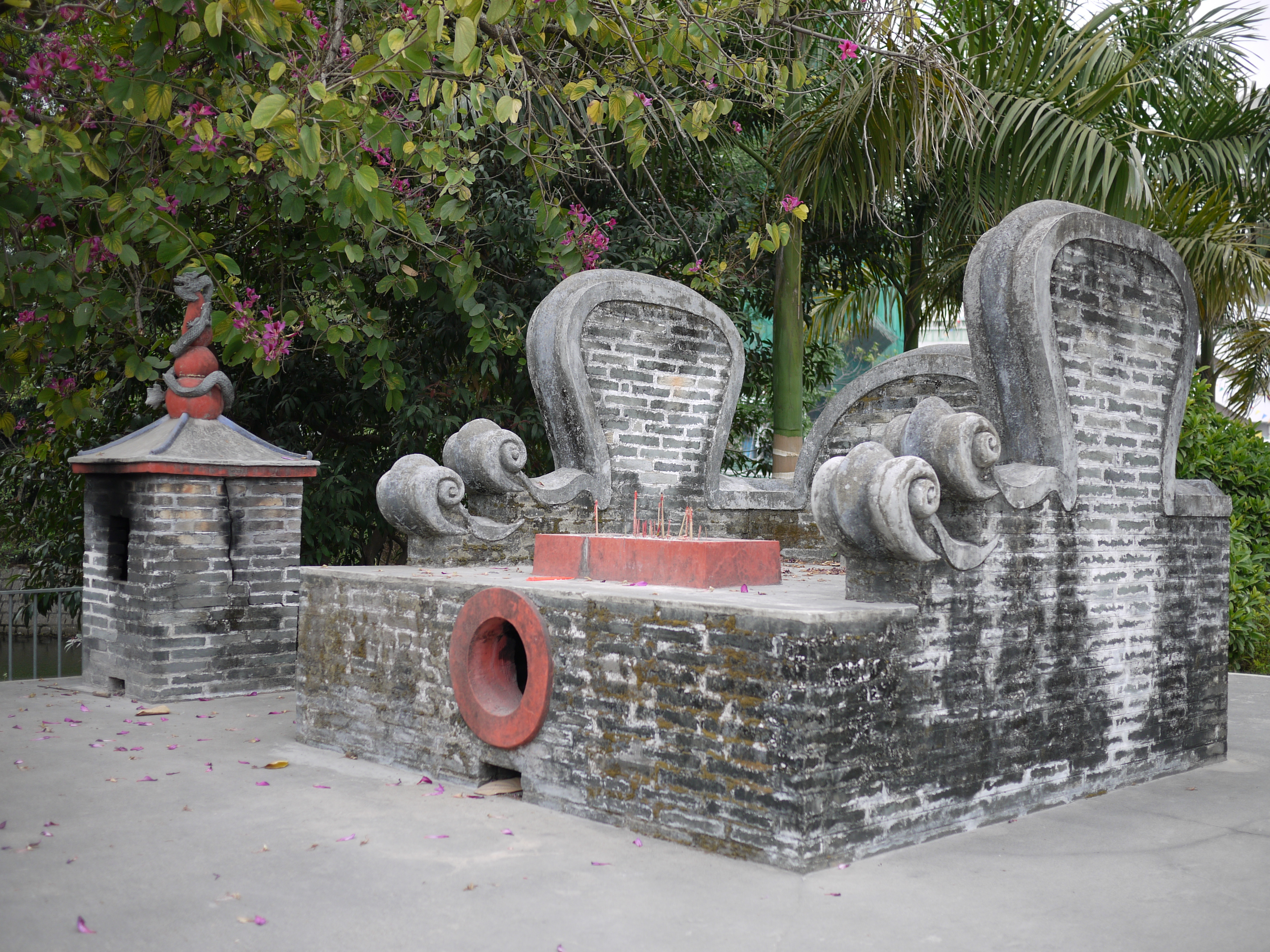
12. Le sanctuaire du dieu du sol.

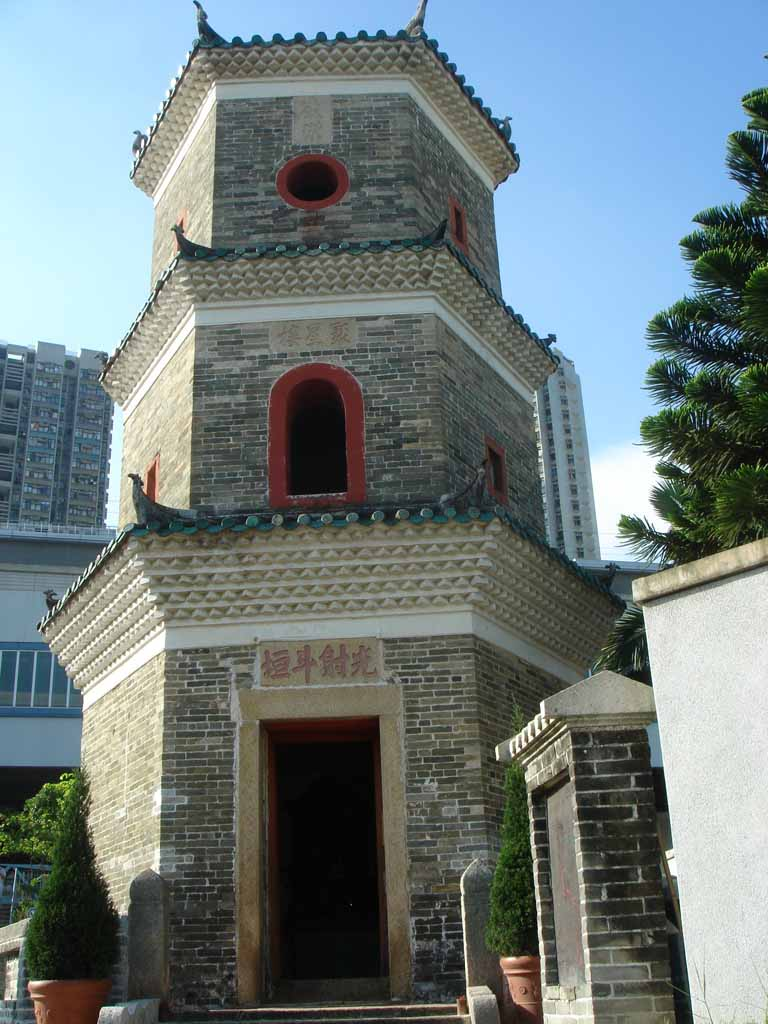
13. La pagode de Tsui Sing Lau.

Le sentier du patrimoine de Ping Shan est une randonnée touristique située à Hong Kong dans la région de Ping Shan (en) dans le district de Yuen Long. Inauguré le 13 décembre 1993, il est le premier de ce genre à Hong Kong, traverse les villages de Hang Tau Tsuen (en), Hang Mei Tsuen (en) et Sheung Cheung Wai (en) et permet la visite de plusieurs monuments déclarés et bâtiments classés.

## Sites inclus dans le sentier
Le tracé du sentier comprend les 14 bâtiments historiques suivants :

### 1. La galerie du clan Tang de Ping Shan
La galerie du clan Tang de Ping Shan et le centre des visiteurs du sentier du patrimoine sont ouverts en 2007 dans l'ancien poste de police de Ping Shan.

### 2. Le temple de Hung Shing
Ce temple de Hung Shing (en) est construit par le clan Tang (en) résidant à Ping Shan. Il est probablement bâti en 1767 durant le règne de l'empereur Qianlong de la dynastie Qing. La structure actuelle a été reconstruite en 1866, en plus d'une rénovation substantielle en 1963. C'est un bâtiment historique de rang II.

### 3. Le hall d'entrée de salle d'étude de Shut Hing
La salle d'étude de Shut Hing est construite en 1874 par le clan Tang pour commémorer leur ancêtre Tang Shut-hing. La pièce arrière de la salle est démolie en 1977. C'est un bâtiment historique de rang I.

### 4. La salle d'étude de Kun Ting
La salle d'étude de Kun Ting est construite par le clan Tang pour préparer les étudiants aux examens impériaux. C'est un bâtiment historique de rang I.

### 5. Ching Shu Hin
Ching Shu Hin est un bâtiment de deux étages en forme de L, attenant à la salle d'étude de Kun Ting. Il est construit peu de temps après l'achèvement de la salle d'étude en 1870 et a été utilisé comme maison d'hôtes. C'est un bâtiment historique de rang I.

### 6. La salle des ancêtres des Tang
La salle des ancêtres des Tang est l'une des plus grandes de Hong Kong. Elle est située entre Hang Mei Tsuen et Hang Tau Tsuen.
Construite par Tang Fung-shun, de la 5e génération des Tang, il y a environ 700 ans, elle est la principale salle des ancêtres du clan Tang de Ping Shan. Il s'agit d'une structure à trois salles avec deux cours intérieures. Les supports et les poutres en bois des trois salles sont sculptés de motifs chinois de bon augure. Des poissons-dragons Shiwan et des poteries de licornes ornent les principales crêtes et les toits. Il y a des tablettes ancestrales dans l'autel du hall arrière.
Cette salle des ancêtres est encore régulièrement utilisée pour le culte et les célébrations des fêtes et cérémonies traditionnelles, et est également un lieu de rencontre pour le clan Tang de Ping Shan.

### 7. La salle des ancêtres Yu Kiu
La salle des ancêtres Yu Kiu est située à côté de celle des Tang, toutes deux classées monuments déclarés le 14 décembre 2001. Il y a trois salles et deux cours intérieures dans l'enceinte. La disposition et la conception de la salle des ancêtres Yu Kiu sont les mêmes que celles de la salle des Tang.
Elle est construite au début du XVIe siècle par deux frères de la onzième génération du clan Tang de Ping Shan : Tang Sai-yin (alias Yu-sing) et Tang Sai-chiu (alias Kiu-lum). En plus de servir de salle des ancêtres, le bâtiment est également utilisé comme salle d'enseignement pour les jeunes de Ping Shan. Elle sert d'école primaire de 1931 à 1961. Pendant le règne de l'empereur Guangxu (1875–1908), la dernière rénovation majeure a eu lieu comme il est indiqué par les caractères gravés sur la tablette de pierre au-dessus de l'entrée principale.

### 8. La salle d'étude Yan Tun Kong
La salle d'étude Yan Tun Kong est située à Hang Tau Tsuen et est un monument déclaré.

### 9. Le temple de Yeung Hau
C'est l'un des six temples de Yuen Long dédié à Hau Wong. C'est un bâtiment historique de rang III.

### 10. Le vieux puits
Sur le sentier, entre le temple de Yeung Hau et Sheung Cheung Wai, se trouve un ancien puits qui, selon les villageois Tang, aurait été construit par les habitants de Hang Tau Tsuen il y a plus de 200 ans et avant l'établissement de Sheung Cheung Wai, bien que la date exacte de sa construction ne peut être confirmée avec exactitude. Il était autrefois la principale source d'eau potable des deux villages.

### 11. Sheung Cheung Wai
Sheung Cheung Wai (en) est un village fortifié. C'est l'un des « Trois wais » (villages fortifiés) de cette partie de Ping Shan. Les deux autres étant Fui Sha Wai (en) et Kiu Tau Wai (en). Construit il y a environ 200 ans par une lignée du clan Tang installée à Hang Tau Tsuen, c'est le seul village fortifié le long du sentier du patrimoine de Ping Shan. Le fossé qui entourait autrefois le village a depuis été comblé. Trois des tours de guet originelles se sont effondrées et il ne reste que l'étage inférieur de celle du sud-ouest, qui a été converti pour un usage résidentiel.

### 12. Le sanctuaire du dieu du sol
Non loin à l'ouest de Sheung Cheung Wai se trouve un sanctuaire dédié au dieu du sol, appelé « She Kung » par les villageois. Les autels de « She Kung » sont fréquents dans les villages chinois traditionnels, car « She Kung » est cense être le protecteur des villageois. Il est également connu sous le nom de « Pak Kung », « To Tei Kung » et « Fuk Tak Kung ». Les sanctuaires de « She Kung » sont généralement de simples structures en briques sur lesquelles des morceaux de pierre sont placés pour symboliser la présence de la divinité.

### 13. La pagode de Tsui Sing Lau
La pagode de Tsui Sing Lau est la seule ancienne pagode de Hong Kong. Son nom en chinois signifie la « Pagode des étoiles rassembleuses ». Elle est classée monument déclaré le 14 décembre 2001.
La pagode est construite par Tang Yin-tung, de la septième génération, il y a plus de 600 ans selon la généalogie du clan Tang de Ping Shan. L'histoire orale indique que la pagode est à l'origine une structure en briques vertes de forme hexagonale de six étages, mais qu'elle a été endommagée en raison des intempéries. Actuellement, c'est une structure de deux étages qui mesure environ treize mètres de haut. Au dernier étage est vénérée une statue de Fui Shing.
La pagode est bâtie à l'origine pour améliorer le feng shui de la localité afin d'éviter les inondations dans le village. On pensait également que son emplacement de bon augure, aligné sur Castle Peak, assurerait le succès des membres du clan aux examens impériaux. Dans les faits, le clan Tang de Ping Shan a produit de nombreux érudits et fonctionnaires.

### 14. La salle communale de Tat Tak
La salle communale de Tat Tak est située au nord-ouest de Sheung Cheung Wai et est un monument déclaré.

## Autres sites
Plusieurs autres bâtiments historiques situés dans la zone couverte par le sentier ne font pas officiellement partie du sentier. Cela inclut :

### Fui Sha Wai
Fui Sha Wai (en) est un village fortifié et l'un des « Trois wais » de cette partie de Ping Shan.

### Kiu Tau Wai
Kiu Tau Wai (en) est un village fortifié et l'un des « Trois wais » de cette partie de Ping Shan.

### Ng Kwai Tong
Ng Kwai Tong est une salle des ancêtres d'une sous-famille à Hang Tau Tsuen, probablement construite en 1822.

### Le manoir Sau Choi
Le manoir Sau Choi est une bâtisse de 160 ans, transmise à travers six générations. Ses anciens résidents, Tang Shut-hing et Tang Tai-shing, ayant obtenu des postes officiels à la suite des examens impériaux, le bâtiment s'appelle désormais le manoir Sau Choi. Il est réaménagé et abrite aujourd'hui des reliques et des informations sur le clan Tang. Des visites peuvent être organisées les samedis, dimanches et les jours fériés.

### La salle d'étude de Sing Hin Kung
La salle d'étude de Sing Hin Kung est située à Hang Mei Tsuen et est un bâtiment historique de rang II non ouvert au public.

### La salle d'étude de Yeuk Hui
La salle d'étude de Yeuk Hui, située à Hang Mei Tsuen, est un bâtiment historique de rang III.